# Campagne présidentielle de Kamala Harris en 2024

Logo de la campagne Harris et Walz pour les élections présidentielles de 2024.

La campagne présidentielle de Kamala Harris en 2024 commence lorsque Kamala Harris, 49e vice-présidente des États-Unis en exercice, annonce sa campagne pour l'élection présidentielle de 2024 le 21 juillet 2024, après que le président sortant, Joe Biden, a retiré sa candidature à sa réélection et lui a apporté son soutien plus tôt le même jour. Harris devient la candidate officielle du Parti démocrate le 5 août et choisit le gouverneur du Minnesota Tim Walz comme colistier et candidat à la vice-présidence le jour suivant. Elle perd les élections à l'avantage de Donald Trump qui devient président des États-Unis.
Harris, membre du Parti démocrate, se fait connaitre au niveau national en 2016 lors de sa campagne pour le Sénat des États-Unis. Sa notoriété grandit lorsqu'elle brigue l'investiture du parti pour l'élection présidentielle de 2020. Elle se retire néanmoins de la course en décembre 2019 et appelle à soutenir la candidature de Joe Biden quelques mois plus tard. En août 2020, Biden la choisit pour être sa colistière. Après la victoire de Biden et Harris aux élections générales, elle devient la première femme, la première personne noire et la première personne ayant des origines du sud de l'Asie à devenir vice-présidente des États-Unis lors de son investiture en 2021.
Harris défend un programme national similaire à celui de Biden sur certains sujets, soutenant au niveau national une protection du droit à l'avortement, des droits des personnes LGBT+ et une législation pour permettre d'adresser le changement climatique. Elle soutient également une justice environnementale ainsi que des réformes du système d'immigration. En matière de politique étrangère, elle s'oppose de la même façon à l'invasion russe en Ukraine, mais se montre plus sensible que Biden à l'égard des Palestiniens pendant la guerre entre Israël et le Hamas. Elle ne va cependant pas jusqu'à indiquer un changement de politique sur Gaza.
Le 22 juillet 2024, Harris a obtenu le soutien de suffisamment de délégués du Parti démocrate (en) pour devenir sa candidate présumée à l'élection présidentielle. Elle devient officiellement la candidate du parti après un vote par appel nominal qui s'est déroulé du 1er au 5 août. Un débat entre Harris et Donald Trump est prévu le 10 septembre sur la chaine ABC News.
Harris est la première femme de couleur à être investie par un grand parti politique pour l'élection présidentielle. Après Hillary Clinton en 2016, elle est la deuxième femme candidate d'un grand parti. Si elle est élue présidente en novembre 2024, elle deviendra la première femme et la première Américaine d'origine asiatique à présider les États-Unis. Après Herbert Hoover, Richard Nixon et Ronald Reagan, elle deviendrait la quatrième présidente originaire de Californie ; en outre, elle est la première candidate démocrate à la présidence et à la vice-présidence à être originaire d'un État de l'Ouest,. Elle deviendrait également le cinquième vice-président en exercice à être élu président, après John Adams, Thomas Jefferson, Martin Van Buren et George H. W. Bush. Après Hubert Humphrey et Walter Mondale, Walz deviendrait le troisième vice-président originaire du Minnesota.

## Campagne

### Annonce

Logo de la campagne Harris pour les élections présidentielles de 2024, avant le choix de son colistier.

Le 21 juillet 2024, Harris annonce son intention de se présenter à l'investiture démocrate, et le comité de campagne Biden for President dépose un dossier auprès de la Commission électorale fédérale (FEC) pour changer le nom du comité en Harris for President.

### Candidate présumée
Le 22 juillet 2024, Harris reçoit suffisamment de soutiens de délégués d'État pour remporter l'investiture et devenir la candidate présumée,. Alors que ces soutiens ne sont pas contraignants, CNN estime le 23 juillet qu'elle a suffisamment de délégués pour remporter l'investiture.

### Collecte de fonds

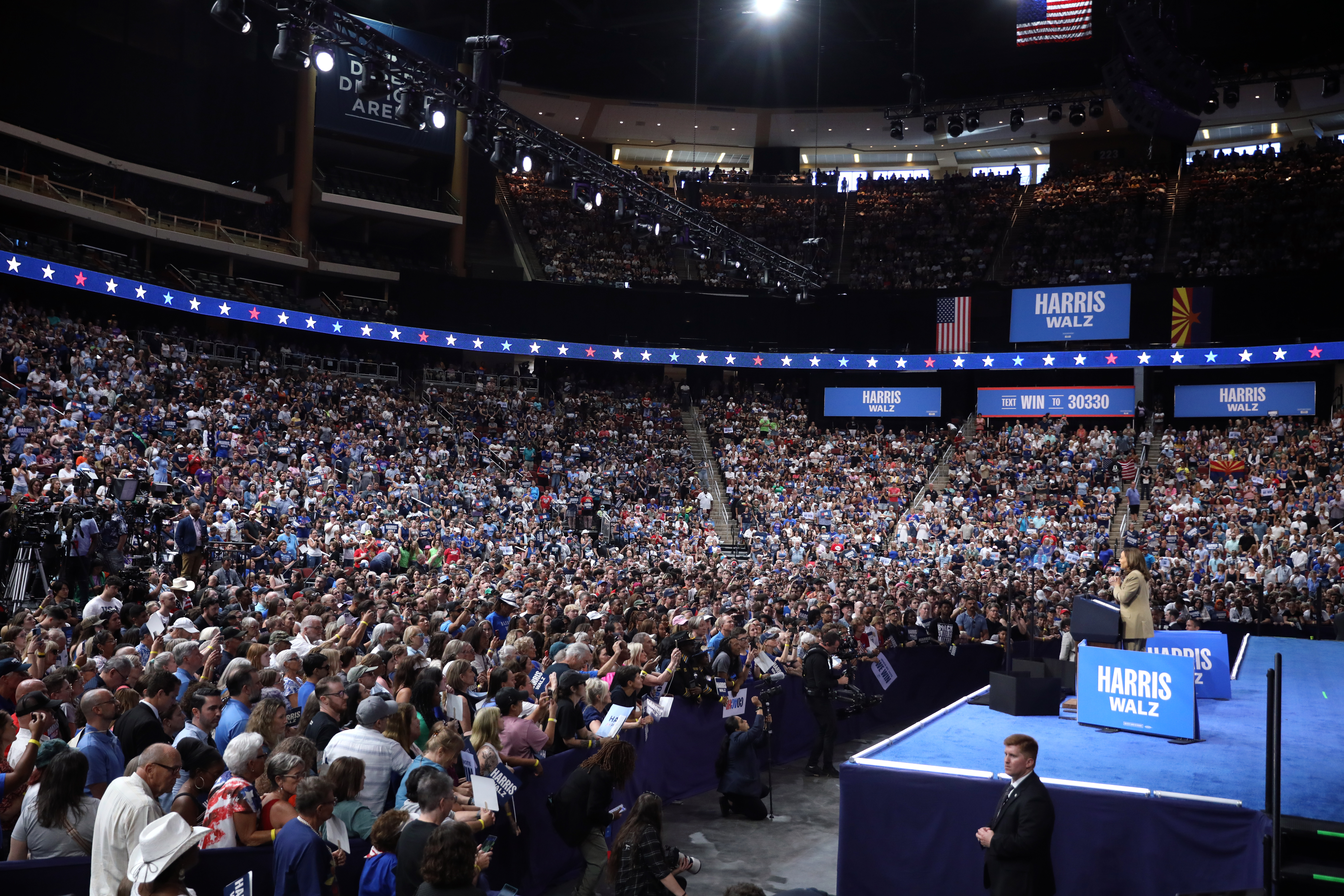
Kamala Harris durant un meeting électoral à Glendale, en Arizona, le 9 août 2024.

Le jour de l'annonce du retrait de Joe Biden, la plateforme de collecte de fonds démocrate ActBlue (en) déclare avoir recueilli plus de 50 millions de dollars, sa plus importante journée de dons depuis la mort de Ruth Bader Ginsburg en 2020. Au cours des 24 premières heures de la candidature de Harris, la campagne présidentielle recueille 81 millions de dollars de dons modestes, le total le plus élevé de l'histoire des présidentielles en une seule journée. Le 1er août, soit dix jours après le lancement de la campagne, elle recueille 310 millions de dollars de dons modestes par l'intermédiaire d'ActBlue.
Un certain nombre de groupes de collecte de fonds se créent et organisent des appels aux dons en ligne, notamment White Dudes for Harris, South Asian Women for Harris, Latinas for Harris, Native Women + Two Spirit for Harris, Women for Harris, Caribbean-Americans for Harris, Filipino Americans for Harris, Disabled Voters for Harris, Win With Black Women, Win With Black Men, et White Women : Answer the Call (qui est le plus grand appel Zoom de l'histoire),.
Dans les 24 heures qui suivent l'annonce de Tim Walz comme colistier, la campagne récolte 36 millions de dollars. Au cours de la première semaine, elle récolte 200 millions $. Elle atteint les 500 millions $ après un mois.

### Musique
Harris utilise la chanson Freedom de Beyoncé comme chanson officielle de sa campagne, après avoir obtenu l'autorisation de Parkwood Entertainment le jour de son premier meeting de campagne,. Après l'annonce de Walz comme colistier, la campagne utilise d'abord Born to Run de Bruce Springsteen comme musique d'accompagnement lors des rassemblements, puis commence plutôt à se servir de Small Town de John Mellencamp à la place à partir du 13 août 2024

### Publicité
Une publicité numérique reprenant la chanson Freedom de Beyoncé est lancé le 25 juillet.
Le 8 août, la campagne de Harris publie une publicité en anglais et en espagnol, intitulée Determination, destinée aux électeurs latinos des États clés. Le lendemain, une autre publicité intitulée Tougher, axée sur la frontière sud, est diffusée, qualifiant  Harris de « procureur de l'État-frontalière ».

#### Publicités Google Ads
La campagne de Kamala Harris est critiquée pour avoir détourné des titres et descriptions d'articles dans Google Ads afin de donner une fausse impression que de grands médias tels que The Guardian, Reuters et CBS News soutiennent sa candidature. Selon Axios, ces publicités, qui apparaissent dans certains résultats de recherche Google, comportent des liens vers des articles d'actualité existant, mais dont les contenus des messages et des titres, qui semblent soutenir Kamala Harris, sont en fait créés par la campagne des démocrates alors qu'ils laissent croire que ce sont les titres et descriptions d'origine. En réaction, la professeure d'éthique des médias de l'université du Minnesota Jane Kirtley, souligne la nature trompeuse de cette pratique en déclarant : « Il s'agit de confusion et de tromperie ». En outre, Patrick Maks, porte-parole de l'Associated Press (AP), en réponse à publicités de Harris pointant sur le site de l'AP, déclare que « le journalisme de l'AP est indépendant, basé sur des faits et non partisan et ne doit pas être déformé de quelque manière que ce soit ».

## Plateforme
Harris présente sa campagne comme « un choix entre la liberté et le chaos » l'articule autour des idéaux de « liberté » et d'« avenir »,. La campagne de Harris cherche à mettre en avant son expérience en tant que procureure générale et procureure pour « instruire l'affaire » contre Trump en soulignant ses 34 condamnations pour crime. Harris se présente comme une démocrate modérée et a revu plusieurs de ses positions politiques depuis sa campagne de 2019, avec de nombreuses positions de politique intérieure qui se rapprochent maintenant plus de celles de Biden,,. Les positions de Harris se concentrent également beaucoup sur les soins de santé reproductive, la justice pénale et les questions de droits civiques.
Un autre aspect de la campagne de Harris consiste à étiqueter les républicains et le candidat à la vice-présidence J. D. Vance comme « bizarres » (weird en anglais) à de multiples reprises. Ces commentaires sont faits par Harris elle-même et par des alliés du parti démocrate tels que le gouverneur Tim Walz, son colistier,. Lors d'une collecte de fonds à Pittsfield, dans le Massachusetts, Harris déclare : « Vous avez sans doute remarqué, Donald Trump a eu recours à des mensonges éhontés au sujet de mon bilan. Et certaines des choses que lui et son colistier disent, eh bien, c'est tout simplement bizarre. Je veux dire, c'est la case dans laquelle vous rangez ça. » Cette rhétorique et le changement de message pour appuyer sur la « liberté » sont une rupture notable avec l'accent mis sur la démocratie par la campagne de Biden.

### Politique intérieure

#### Armes à feu
Harris fait de la « liberté de vivre à l'abri de la violence armée » un axe important de sa campagne. Elle exprime son soutien aux lois dites du « drapeau rouge » (red flag laws (en), des lois sur les armes à feu qui permettent à un tribunal d'État d'ordonner la saisie temporaire d'armes à feu d'une personne, dans le cas où il estime qu'elle peut présenter un danger), aux contrôles universels des antécédents et à l'interdiction de la vente d'armes d'assaut aux civils. En tant que vice-présidente, Harris a supervisé le Bureau de la Maison-Blanche pour la prévention de la violence armée.

#### Avortement
Harris est favorable à la mise en place de protections pour le droit à l'avortement au niveau fédéral, qui ont été renversées après que Roe v. Wade a été annulé par Dobbs v. Jackson Women's Health Organization. Sous l'administration Biden, elle a ouvertement fait campagne pour le droit à l'avortement. En mars 2024, Harris devient la première vice-présidente en exercice à visiter une clinique d'avortement, et elle déclare à Politico en juillet 2024 que « nous devons inscrire dans la loi les protections de Roe »,.

#### Cannabis
Harris soutient la légalisation complète du cannabis au niveau fédéral et sa suppression totale de la loi Controlled Substances Act (loi sur les substances contrôlées). Harris-Walz est le premier ticket présidentiel d'un grand parti à promouvoir cette idée,.

#### Cour suprême
Harris soutient l'appel de Biden en faveur d'une limitation du nombre de mandats des juges de la Cour suprême et d'un amendement constitutionnel visant à revenir la décision rendue dans l'affaire Trump c. États-Unis.

#### Changement climatique et énergie
Harris est une défenseuse d'une justice environnementale qui s'intéresse à l'impact du changement climatique sur les zones à faibles revenus et les personnes de couleur. Sous Biden, elle soutient sa politique sur le climat. Elle contribue à l'adoption de la loi (Inflation Reduction Act (loi sur la réduction de l'inflation), l'investissement le plus important de l'histoire des États-Unis dans la lutte contre le changement climatique et le développement des énergies propres, qui met les États-Unis en bonne voie pour atteindre d'ici 2030 les objectifs de réduction des émissions de gaz à effet de serre de 50 à 52 % par rapport aux niveaux de 2005. La campagne de Harris déclare qu'elle n'est pas favorable à l'interdiction de la fracturation hydraulique,,.

#### Droits civils
Harris soutient les efforts visant à améliorer la justice raciale. Elle a soutenu la loi George Floyd Justice in Policing Act (en), qui visait à combattre les mauvais comportements de la police, les violences policières et les biais racistes dans le maintien de l'ordre,. Harris soutient la démilitarisation des services de police mais s'oppose dans le même temps à la suppression des fonds alloués à la police. Biden charge Harris  de protéger la démocratie, ce qu'elle fait travaillant sur une loi sur le droit de vote For the People Act (en). Harris soutient les efforts visant à défendre les travailleurs électoraux et à contrer les efforts des Républicains pour restreindre le vote après l'élection présidentielle de 2020 (en).

#### Droits des personnes LGBT

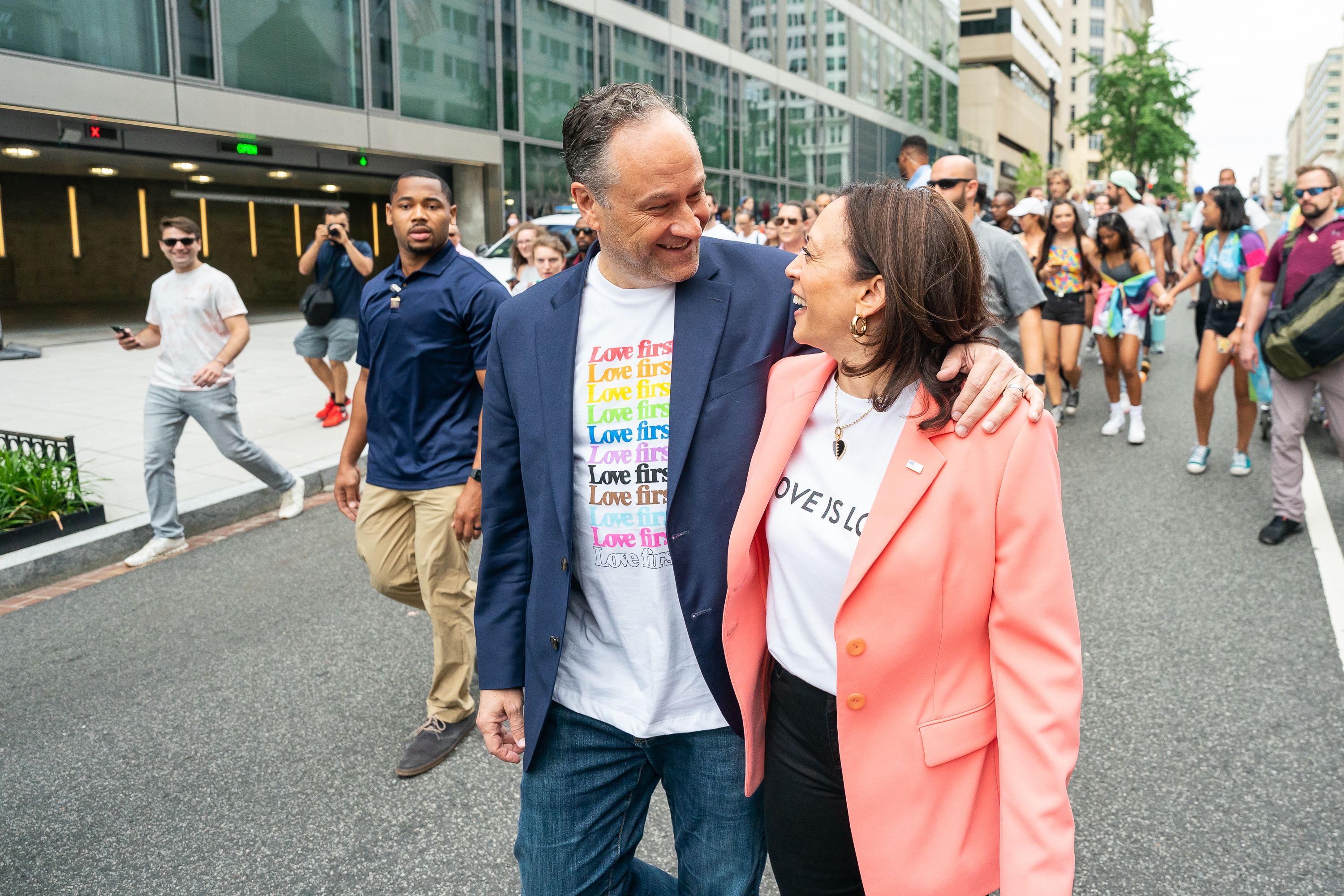
Kamala Harris et son mari Douglas Emhoff participent à la marche des fiertés de la capitale le 12 juin 2021.

Harris est un fervente défenseuse des droits des personnes LGBTQIA+. En 2022, le président Joe Biden signe la Respect for Marriage Act (en) (loi sur le respect du mariage), qui oblige les États à reconnaître les mariages entre personnes de même sexe et les mariages interraciaux, alors même que la Cour Suprême s'attaque au mariage pour tous. Lors de la cérémonie de signature, Harris et d'autres ont prononcé des discours, et Biden a remis à Harris un stylo en reconnaissance de ses années de travail pour l'égalité du mariage. En 2023, Harris visite Stonewall Inn et dénonce les attaques législatives contre les droits des personnes transgenres dans les États à travers le pays. En juillet 2024, Harris organise une collecte de fonds dans le quartier LGBTQIA+ de Provincetown, dans le Massachusetts,.

#### Économie
Kamala Harris présente les grandes lignes de son programme économique mi-aout 2024. Elle dévoile un programme économique centré sur « le coût de la vie » et visant les classes moyennes. Elle propose d'accorder 6 000 $ de crédit par famille pour chaque nouveau-né, une subvention de 25 000 $ pour les primo-accédants sur le marché immobilier, l'effacement des dettes liées aux dépenses de santé, un encadrement du prix des médicaments et la lutte contre les prix abusifs sur les produits alimentaires,.

#### Immigration
Harris promet de lutter pour une « forte sécurité des frontières » mais associée à une voie d'accès à la citoyenneté. Elle met en avant son travail de lutte contre les gangs transnationaux, les cartels de la drogue et les trafiquants d'êtres humains lorsqu'elle était procureure générale. En 2023, en tant que vice-présidente, Harris annonce que des entreprises privées s'engagent à verser 950 millions $ aux communautés d'Amérique centrale afin de s'attaquer aux causes des migrations massives, telles que la pauvreté. Toujours dans le cadre de sa vice-présidence, elle soutient un projet de loi bipartite pour financer l'envoi d'agents frontaliers supplémentaires et la fermeture de la frontière si elle devient trop encombrée, mais elle a été rejetée par Trump. Trump a demandé aux républicains de la Chambre des représentants et du Sénat de rejeter le projet de loi, faisant valoir qu'elle nuirait à sa campagne de réélection ainsi qu'à celle des républicains, et les empêcherait de faire de faire campange sur le thème de l'immigration,,, Harris critique Trump pour son opposition au projet de loi lors de la campagne électorale.
Harris déclare qu'elle pense que le système d'immigration est « cassé » et qu'il faut le réparer. Elle affirme que la plupart des Américains sont de cet avis. Son clip de campagne, présenté le 30 juillet 2024, indique que « Kamala Harris soutient l'augmentation aux frontières du nombre d'agents de patrouille » et dépeint Trump comme peu sérieux en matière de sécurité frontalière.

#### Logement
Harris propose d'allouer 40 milliards $ aux entreprises de BTP pour qu'elles construisent des logements pour les primo-accédants. Harris promet d'offrir une subvention de 25 000 $ pour aider à l'accession à la propriété à tous les acheteurs d'un premier logement. Elle déclare qu'elle poussera le Congrès à faire respecter les lois sur le logement équitable et à adopter un projet de loi interdisant aux propriétaires d'utiliser des services qui « coordonnent » les loyers en adoptant la loi Preventing the Algorithmic Facilitation of Rental Housing Cartels Act (loi sur la prévention de la facilitation algorithmique des cartels du logement locatif). Elle veut également demander au Congrès d'adopter la loi Stop Predatory Investing Act (loi sur l'arrêt des investissements prédateurs) en supprimant les avantages fiscaux accordés aux sociétés de Wall Street qui achètent un grand nombre de maisons individuelles,.

#### Salaire minimum
Harris est favorable à l'augmentation du salaire minimum fédéral. Si elle n'indique le montant du salaire minimum fédéral qu'elle soutient, elle fait en revanche l'éloge des États qui ont porté ce salaire à au moins 15 $ de l'heure.

#### Santé
Harris soutient les efforts visant à renforcer la couverture dans le cadre de l'Obamacare, y compris la mise en place de plafonds à 2 000 $ sur les prix des médicaments sur ordonnance pour les séniors, et la limitation du prix de l'insuline pour les personnes bénéficiant de Medicare à 35 $, adoptés dans le cadre de la loi sur la réduction de l'inflation de 2022. Elle soutient les efforts de la Maison-Blanche visant à bannir les dettes issues de dépenses médicales des dossiers de crédit. Harris déclare en revanche qu'elle ne soutient plus un système de soins de santé à payeur unique (en).

#### Services sociaux
Harris soutien le crédit d'impôt élargi mis en place pour les enfants adopté dans le cadre du plan de sauvetage américain de 2021, qui a permis de réduire la pauvreté infantile de 20 %. Elle souhaite rendre les services de garde d'enfants et de soins aux personnes âgées plus abordables et veut mettre en place des congés familiaux rémunérés. Harris a exprime également son soutien à l'allégement de la dette étudiante.

### Politique étrangère

#### Chine

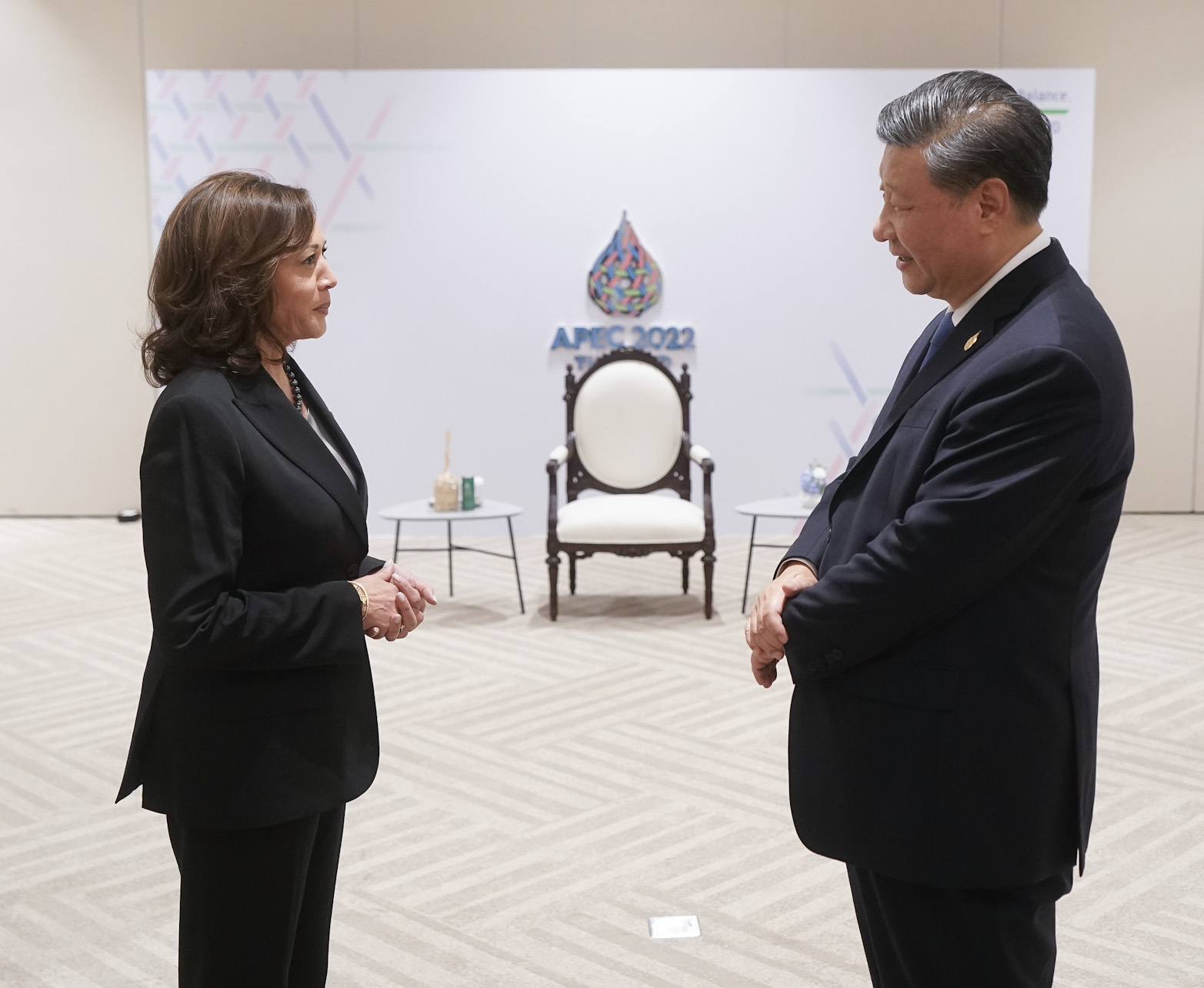
Harris rencontre Xi Jinping pendant l'APEC Thailand 2022.

Au cours du débat entre les candidats à la vice-présidence en 2020, Harris critique la mise en place par l'ancien Président Donald Trump de droits de douane sur les importations chinoises. Elle accuse les républicains d'avoir perdu la guerre commerciale avec la Chine et d'avoir ainsi perdu des centaines de milliers d'emplois.
Harris plaide en faveur d'un « désengagement » vis-à-vis de Pékin, une politique qui encourage la réduction de la dépendance économique de l'Occident à l'égard de la Chine. Harris souhaite continuer à renforcer les alliances américaines en Asie et dans le Pacifique dans le but de freiner la montée en puissance de la Chine, tant sur le plan économique que militaire. Elle se prononce contre les violations des droits de l'homme à Hong Kong et coparraine la loi sur les droits de l'homme et la démocratie à Hong Kong (en) et la loi sur la politique des droits de l'homme des Ouïghours (en). En tant que sénatrice, elle condamne la persécution des femmes ouïghoures ou issues d'autres minorités dans l'ouest de la Chine et parraine une loi, déposée par le sénateur Marco Rubio, qui vise à sanctionner les violations des droits de l'homme dans la région. Lors d'un débat en 2019, elle critique la Chine pour avoir volé « nos produits, y compris notre propriété intellectuelle » et pour avoir déversé « des produits inférieurs à nos normes dans notre économie ». Harris affirme son soutien au droit de Taïwan à se défendre. Elle critique le harcèlement des navires philippins par la marine chinoise et soutient la liberté de navigation dans la mer de Chine méridionale,.

#### Commerce international
Bien que Kamala Harris se décrive comme « n'étant pas une démocrate protectionniste » lors d'un débat des primaires de 2019, elle critique les accords de libre-échange passés, déclarant qu'elle aurait voté contre l'Accord de libre-échange nord-américain (ALENA ou NAFTA en anglais) de 1992 et l'Accord de partenariat transpacifique (TPP en anglais) de 2016. En 2020, elle vote contre l'Accord Canada–États-Unis–Mexique (ACEUM ou USMCA en anglais). Cependant, le commerce international n'a jamais été un sujet sur lequel Harris s'est concentrée, de sorte que ses positions ne sont pas entièrement connues. Le Center for Strategic and International Studies note qu'elle en a si peu parlé que la plupart des analystes doivent fouiller parmi ces anciens votes et déclarations et supposer qu'elle poursuivra les politiques de Biden : par exemple, le président Biden a maintenu la plupart des droits de douane imposés par Trump à la Chine et en a augmenté certains, et il est donc probable qu'elle n'apportera pas de changements significatifs. En 2020, le Cato Institute note que, si Harris ne semble pas être une nationaliste économique, ses engagements sont peu clairs, si ce n'est qu'elle souhaite davantage de protections en matière de droit du travail et d'environnement.

#### Inde
En 2019, le Premier ministre indien Narendra Modi a abrogé l'article 370 de la constitution indienne, mettant fin au statut semi-autonome du Cachemire administré par l'Inde. Harris critique l'acte, déclarant que « nous devons rappeler aux Cachemiris qu'ils ne sont pas seuls dans ce monde »,. En 2023, Harris reçoit Modi lors d'un dîner d'État et loue le Premier ministre indien pour son leadership,.

#### OTAN et Ukraine

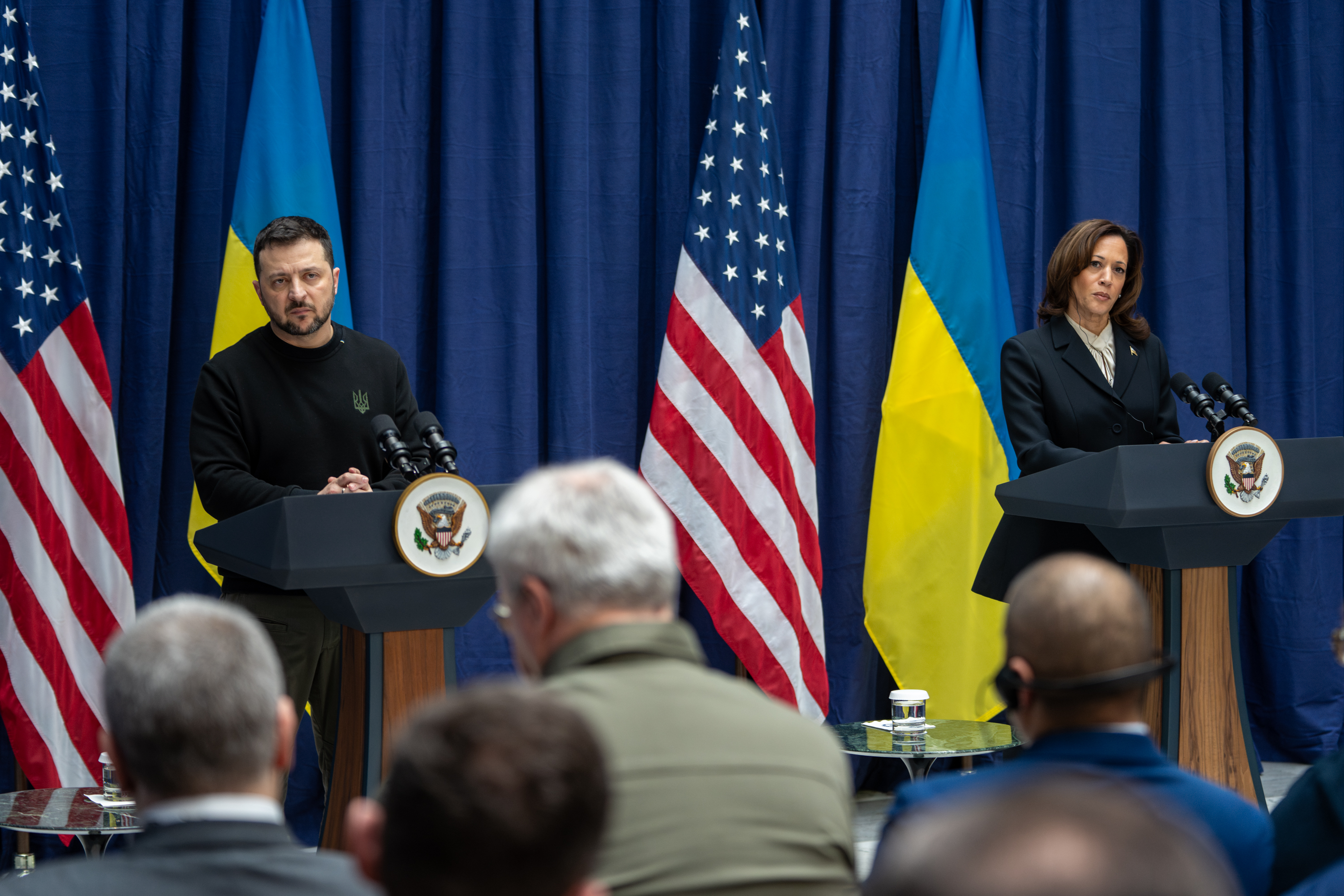
Conférence de presse commune entre Harris et le président ukrainien Volodymyr Zelensky en février 2024.

Harris indique qu'elle suivra la même politique étrangère que Biden sur l'OTAN et l'Ukraine, en soutenant les deux suite de l'invasion de l'Ukraine par la Russie,. Elle accuse la Russie de « crimes contre l'humanité » lors de la conférence de Munich sur la sécurité en 2023.

## Soutiens
Le Parti démocrate se rallie rapidement à Kamala Harris après le retrait de Joe Biden et son appel à la soutenir. La grande majorité des démocrates du Congrès soutiennent Harris, y compris de hauts responsables tels que le chef des démocrates au Sénat Chuck Schumer, le chef des démocrates à la Chambre des représentants Hakeem Jeffries et l'ancienne présidente et cheffe des démocrates à la Chambre des représentants Nancy Pelosi,. En outre, tous les gouverneurs démocrates soutiennent Harris. Le 21 juillet 2024, l'ancien président Bill Clinton et l'ancienne secrétaire d'État Hillary Clinton apportent leur soutien à Kamala Harris. Le 26 juillet, c'est l'ancien président Barack Obama et l'ancienne première dame Michelle Obama qui apportent leur soutien à Harris dans une déclaration commune. Le 3 août, Jimmy Carter, le plus ancien président démocrate encore en vie déclare soutenir Kamala Harris.
En septembre 2024, le Président de Russie Vladimir Poutine apporte son soutien à Kamala Harris. Poutine affirme qu'il préfère que Harris soit élue car Donald Trump avait au cours de son premier mandat appliqué beaucoup de sanctions économiques contre la Russie. Il salue aussi le rire contagieux de Kamala Harris qu'il voit comme un signe qu'elle pourrait entretenir de bonnes relations avec la Russie,,,.
Dick Cheney, ancien Vice Président de George W. Bush, apporte son soutien à Kamala Harris le 7 septembre 2024,.
Le 10 septembre 2024, à la suite du premier débat face à Donald Trump, la chanteuse Taylor Swift annonce publiquement soutenir Kamala Harris dans un post Instagram. La chanteuse condamne à l'occasion des photos partagées par Donald Trump et générées par IA, où elle appelle à voter pour le candidat républicain. Elle écrit « Je voterai pour Kamala Harris et Tim Walz lors de l'élection présidentielle de 2024. Je vote pour @kamalaharris parce qu'elle se bat pour les combats et causes qui ont besoin d'une guerrière. Je pense qu'elle est une leader stable et douée, et je crois que nous pouvons accomplir bien plus dans ce pays si nous sommes menés par le calme et non le chaos » et signe « Taylor Swift, femme à chats sans enfants », une référence aux propos de J. D. Vance, le colistier de Donald Trump, qui s'était attaqué aux femmes à chats lors de la campagne. En une heure, son poste reçoit plus de 3 millions de like.

## Choix du vice-président
Le 23 juillet 2024, un haut responsable de l'administration indique à ABC News que Mark Kelly et Josh Shapiro sont les principaux candidats tandis qu'une autre source déclare le lendemain à Talking Points Memo que Roy Cooper est un autre choix possible. Le 23 juillet, le Financial Times rapporte que Cooper, Kelly et Shapiro sont devenus les favoris, les donateurs préférant Cooper ou Shapiro et les « démocrates d'Hollywood » soutenant Kelly.
Le 24 juillet 2024, le New York Times rapporte que Tim Walz est également « sérieusement envisagé ». Le surlendemain, le Washington Post rapporte que Cooper, Kelly et Shapiro figurent en tête de la liste de la présélection de Harris, selon des personnes proches de la campagne. MSNBC rapporte également que les trois premiers candidats étaient en tête d'une liste de plus en plus courte. Bloomberg News rapporte cependant le 27 juillet que Kelly, Shapiro et Walz étaient les trois finalistes. Le 28 juillet, USA Today rapporte qu'Andy Beshear est « l'un des plus en vue » étant envisagé par la campagne de Harris. Le lendemain, CNBC rapporte que le secrétaire aux transports Pete Buttigieg figure sur la liste resserrée des colistiers potentiels pour Harris. Le même jour, le New York Times rapporte que Cooper a volontairement retiré son nom de la liste des candidats.
Le 30 juillet 2024, The Hill rapporte que plusieurs leaders progressistes et groupes politiques dont les Socialistes démocrates d'Amérique, exhortent Kamala Harris à choisir Beshear ou Walz comme colistier plutôt que Shapiro, dans le but de consolider des groupes de vote clés et la base d'électeurs démocrates. Politico rapporte le même jour que Harris prévoit de rencontrer des colistiers potentiels dans les jours qui suivent.
The Hill rapporte également le 30 juillet que Kamala Harris n'a pas encore finalisé le choix de son colistier, prévoit de faire campagne avec son choix final dans plusieurs États clés dès la semaine suivante. Le même jour, CBS News rapporte que Harris commencera à interviewer les candidats potentiels dès le lendemain, Beshear, Buttigieg, Kelly, Shapiro et Walz étant cités comme faisant partie des candidats favoris. En revanche, selon une information partagée le jour même par CNN, Kelly, Shapiro et Walz sont considérés comme  les « principaux candidats », tandis que des personnes proches du processus de sélection déclarent que Beshear et Buttigieg ne sont pas des candidats de premier plan, bien qu'ils soient « en discussion ».
Le 1er août 2024, NBC News rapporte que l'équipe de sélection de la campagne Harris a officiellement rencontré six finalistes : Beshear, Buttigieg, Kelly, Shapiro, Walz et le gouverneur de l'Illinois, J. B. Pritzker,. Pritzker avait pourtant nié avoir reçu des documents en vue d'une vérification des antécédents (en) en juillet. Pourtant, vers la fin du mois, il est rapporté qu'il a passé deux entretiens de contrôle. Le même jour, Bloomberg News et Politico rapportent que l'équipe de sélection de Kamala Harris a rencontré en privé Mark Kelly et Josh Shapiro. Le New York Times rapporte ce jour-là que le processus de vérification, mené par Eric Holder, est terminé. Ce même compte rendu indique que sur les six finalistes, Shapiro, Kelly et Walz sont considérés comme les principaux candidats, tout en reconnaissant que Beshear, Buttigieg et Pritzker faisaient bien partie de la liste de candidats que Harris avait sélectionnés. Le 4 août 2024, Harris fait passer un entretien à Shapiro, Kelly et Walz en personne au Number One Observatory Circle, en tant que finalistes. Le 5 août, il est rapporté que la sélection s'était réduite à Walz et Shapiro. Harris ne prend cependant pas sa décision ce jour-là, décidant d'« y réfléchir » et d'informer son futur colistier dans la matinée.
Le 6 août 2024, Kamala Harris choisit Tim Walz comme colistier.

## Sondages
Au 11 août 2024, Harris est légèrement en tête au niveau national selon la synthèse statistique réalisée par le site FiveThirtyEight.